# سالي وود
سالي وود (بالإنجليزية: Sally Wood)‏ (1 أكتوبر 1759 في الولايات المتحدة - 6 يناير 1854)؛ روائية أمريكية.